# Elatostema subfavosum
Elatostema subfavosum là loài thực vật có hoa trong họ Tầm ma. Loài này được Leandri mô tả khoa học đầu tiên năm 1965.